# Fortaleza de Prozor
La fortaleza de Prozor (en croata: Tvrđava Prozor) es una fortaleza medieval situada en la parte continental del condado de Split-Dalmacia, en el interior de Dalmacia, justo encima de la ciudad de Vrlika, en Croacia. Originariamente una pequeña fortaleza construida por la antigua tribu iliria de los dálmatas, se convirtió en fortaleza en el siglo XV, durante el reinado del señor feudal bosnio Hrvoje Vukčić Hrvatinić.

## Ubicación
La fortaleza de Prozor se alza prominente sobre la ciudad de Vrlika. Era un eslabón de conexión entre fuertes cercanos como Glavaš-Dinarić y Potravnik. Las ciudades grandes más cercanas son Sinj, Knin y Drniš. La fortaleza de Prozor también ofrece vistas al lago Peruća (Perućko jezero) y a las montañas Dinara y Kamešnica al este, y al monte Svilaja al suroeste. La fortaleza de Prozor está construida de piedra, al igual que otras fortalezas de Dalmacia. Está parcialmente restaurada y la entrada es gratuita. El ascenso a la fortaleza de Prozor comienza en la iglesia parroquial católica de Vrlika. Se tarda 1,5 kilómetros (0,9 millas) en coche hasta el pequeño pueblo de Maovice, seguido de una caminata de 25 minutos por un sendero de tierra.

## Historia

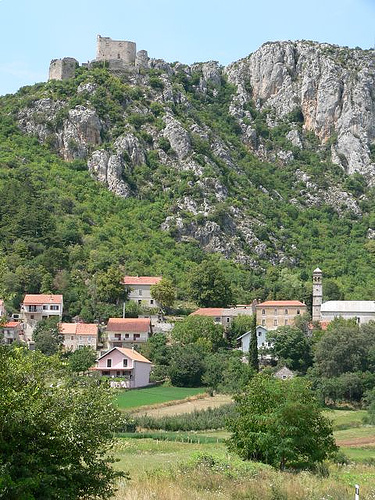
Fortaleza de Prozor sobre la ciudad de Vrlika.

Antes de la llegada de los eslavos meridionales, se dice que los dálmatas vivían en la región. La historia conocida de la fortaleza de Prozor comienza en paralelo con la historia de Vrlika en el siglo VII, cuando los croatas se mudaron allí y formaron un pueblo en el manantial del río Cetina , en un campo debajo de la montaña Dinara. En el siglo IX, probablemente durante la época del duque Branimir del ducado litoral croata, se construyó la antigua iglesia católica croata de la Santa Salvación en Cetina (en croata: Crkva Sv. Spasa) cerca de Vrlika, entonces llamada Vrh Rike.
Tras la coronación de Ladislao como rey húngaro en Zadar en 1403, y en una maniobra política contra su archirrival y enemigo político, el rey Segismundo de Luxemburgo, nombró a Hrvoje Vukčić Hrvatinić como su representante para Croacia y Dalmacia, tal como había prometido anteriormente. En 1406, el rey Ladislao de Nápoles donó la fortaleza de Prozor, en aquel entonces Castrum Werhlychky , como centro de la župa Vrlička a Hrvoje.

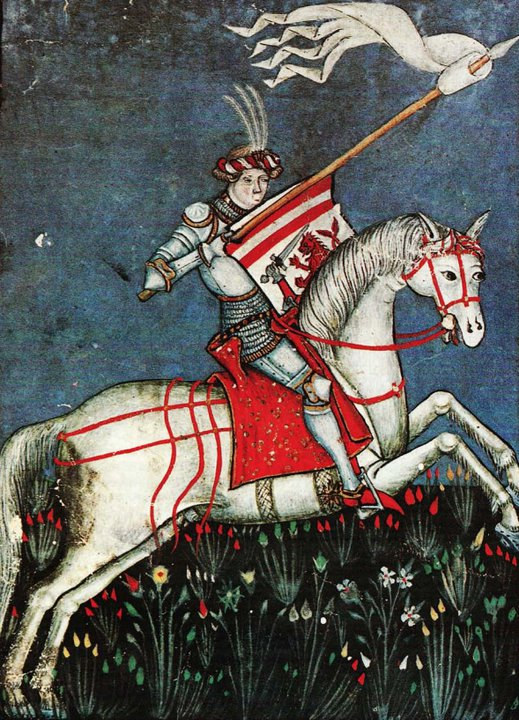
Hrvoje Vukčić Hrvatinić amplió la fortaleza de Prozor.

Hrvoje fue el noble y magnate bosnio más poderoso de su tiempo, y llevaba el título de "gran duque de Bosnia, knez de Donji Kraji y duque de Split" (más tarde herceg de Split), y ahora fue nombrado por Ladislao su "diputado para este territorio dálmata, llamándolo su vicario general para las regiones de Eslavonia (in partibus Sclavonie)". Fue el miembro más destacado de la Casa de Hrvatinić, una de las más importantes de las tres familias feudales en la Bosnia medieval de la época, junto a la dinastía real.
A principios del siglo XV, Hrvoje fortificó y fortaleció la fortaleza de Prozor sobre el valle de Vrlika para defender a los habitantes de la invasión del Imperio otomano. Después de 1416, y de la muerte de Hrvoje, su hijo Balša Hercegović Hrvatinić no pudo mantener la fortaleza de Prozor, que luego pasó a Ivaniš Nelipić, y más tarde a Iván Frankopan.
En 1421, el rey Segismundo donó Vrlika con la fortaleza de Prozor a Mihača Nikolin Vitturi, pero Ivaniš se negó a entregar la fortaleza. Cuando el acaudalado príncipe Nelipić, el último miembro masculino del ilustre clan de Frankopan, murió en 1434, el problema de la herencia se agudizó. Según su testamento, su única hija, la princesa Catalina o Margarita Nelipić, heredaría todas sus extensas posesiones desde las cordilleras de Velebit hasta el río Cetina. Su patrimonio fue discutido y finalmente compartido por Frankopan. A pesar de la legalidad de este legado y de su consentimiento al matrimonio a petición del difunto Ivaniš, el rey Segismundo denunció el testamento y exigió que Frankopan le entregara el legado de la herencia de su esposa. Cuando Frankopan se negó a obedecer, Segismundo lo proclamó rebelde y lo despojó de todos sus honores y posesiones. Después, la fortaleza pasó a manos del noble veneciano Mihača (Mikac) Nikolin Vitturi, de Trogir, quien era comisionado del rey Segismundo.
Los turcos otomanos invadieron la fortaleza en 1522 y la mantuvieron hasta 1688. Tras su toma, los turcos, haciendo caso omiso de las condiciones de su rendición, masacraron a todos los que se encontraban en su interior. Tras la toma de los turcos, la fortaleza perteneció a la República de Venecia y posteriormente al Imperio austríaco, momento en el que perdió su principal importancia estratégica. De 1805 a 1813, estuvo bajo dominio francés, y de 1813 a 1918, de nuevo bajo dominio austríaco, al igual que toda Croacia.

## Arquitectura
La fortaleza de Prozor fue construida sobre una roca aislada, separada del acantilado escarpado en el extremo de la cadena montañosa de Svilaja.  Los restos de la fortaleza de Prozor son las ruinas de un espacioso edificio residencial, un tanque de agua, muros de piedra y una capilla. La fortaleza de Prozor se expandió mientras era propiedad de Hrvoje a finales del siglo XIV y principios del XV a partir de la pequeña fortaleza construida por la tribu iliria de los dálmatas. En la época turca, la mahala, o área de viviendas de la fortaleza de Vrlika, se desarrolló a su alrededor. La fortaleza de Prozor está dominada por la torre del homenaje, alrededor del cual hay un patio abierto con casas y una capilla. El patio está defendido por las murallas inferiores y una torre redonda. Un puente levadizo antiguamente daba acceso al torreón. La condición actual de la fortaleza de Prozor es mala, ya que la fortaleza está en ruinas, aunque ligeramente renovada.